# Watzmann (Magazin)
Watzmann war eine deutschsprachige satirische Zeitschrift aus Österreich, die von 1982 bis 1985 erschien. Inhaltliche Schwerpunkte waren aktuelle Politik- und Gesellschaftssatire.

## Geschichte
Watzmann wurde 1982 vom Zeichner Helmut Vogl mit einer Auflage von 5000 Exemplaren gegründet und herausgegeben. Die Zeitschrift erschien zum ersten Mal im November 1982 im Monatsrhythmus (11-mal pro Jahr) mit einem Umfang zwischen 32 und 40 Seiten. Von der ersten Ausgabe wurden rund 1700 Exemplare verkauft, die höchste verkaufte Stückzahl lag bei ungefähr 4000.
Ab März 1984 übernahm Helmut Hütter die Herausgabe. Die Zeitschrift erschien im März 1985 das letzte Mal.

## Mitarbeiter
Zu den Autoren gehörten u. a. Harald Lanzerstorfer, Werner Kienreich (Alois Hinterfotzer), Karl Themesl, Eberhard Haidegger, Oswald Huber, Erich Hamberger, Manfred Koch und Helmut Vogl, 
Zu den Zeichnern gehörten Klaus Pitter, Bugatti, Helmut Vogl, Pepsch Gottscheber und Gerhard Haderer. Auf letzteren wurde die breite Öffentlichkeit zum ersten Mal im Watzmann aufmerksam.

## Regelmäßige Bestandteile
Unter dem Titel Bergpredigt war der Kommentar des Herausgebers zu finden. Das Segment Menschen, die man gern vergißt wurden kritische Anmerkungen zu Personen des öffentlichen Lebens gebracht.
Unter dem Titel Schwatzmann wurden u. a. kleine Meldungen, Sprüche und Leserbriefe gebracht. Ein Comicstrip unter dem Titel Watzmann (später Herr Watzmann) war das Alter Ego des Herausgebers.
Auf der letzten Seite erschien regelmäßig ein Comicstrip mit dem Namen Watzman-Schattseite, die als Hauptdarsteller das gleichnamige Bergmassiv hatte. Dieser Comicstrip war neben der Titelseite das einzige regelmäßig farbig gedruckte Element.